# Cliff Arquette
Clifford Charles Arquette, detto Cliff (Ohio, 27 dicembre 1905 – California, 23 settembre 1974), è stato un attore, comico, personaggio televisivo e cantante statunitense.

## Biografia

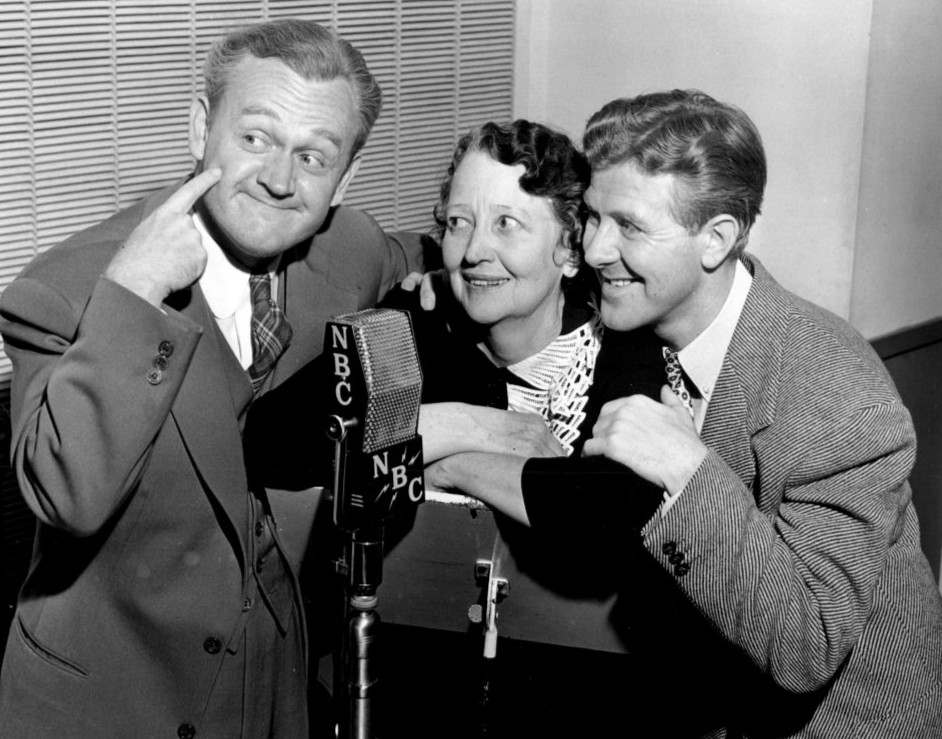
Cliff con Jane Morgan e Charles Dant

Era il figlio di due attori del vaudeville, Winifred Ethel Clark (1878–1966) e Charles Augustus Arquette (1878–1927).
Iniziò la carriera di attore a quattordici anni, dopo aver deciso di abbandonare la scuola. È diventato famoso per la sua interpretazione di Charley Weaver in molti programmi televisivi, quali Hollywood Squares e Tonight. Il primo personaggio televisivo presentato da Arquette è stato durante il Dennis Day show nel 1953 ed era soprannominato "lo sporco vecchio". 
Il figlio Lewis Michael e i nipoti ricevuti da questi, Rosanna, Patricia, Alexis (1969-2016), Richmond e David sono tutti attori.